# Huddingestråket
Huddingestråket är ett promenadstråk och en vandringsled  i Stockholms län med en total längd på cirka 13 km. Stråket är ett av 19 Gångstråk Stockholm och sträcker sig från Huddinge centrum till Stortorget i Gamla stan. På sin väg leder stråket bland annat genom Älvsjö och Stuvsta, förbi Brännkyrka kyrka, en bit på Göta landsväg över Årstafältet och över Västra Årstabron till Södermalm. På Södermalm går man bland annat genom Ånghästparken, över Mariatorget och slutligen över Centralbron till Gamla stan. Stråket ansluter till Stockholms pendeltåg, Tvärbanan och tunnelbanans Röda linjen.
Stockholms stad har givit varje stråk ett passande motto. Med tanke på järnvägens historik och byggnadsminnesmärkta Årstabron lyder mottot för Huddingestråket: Utmed Södra Stambanan mot kulturminnesmärkt järnvägsbro.

## Sträckning

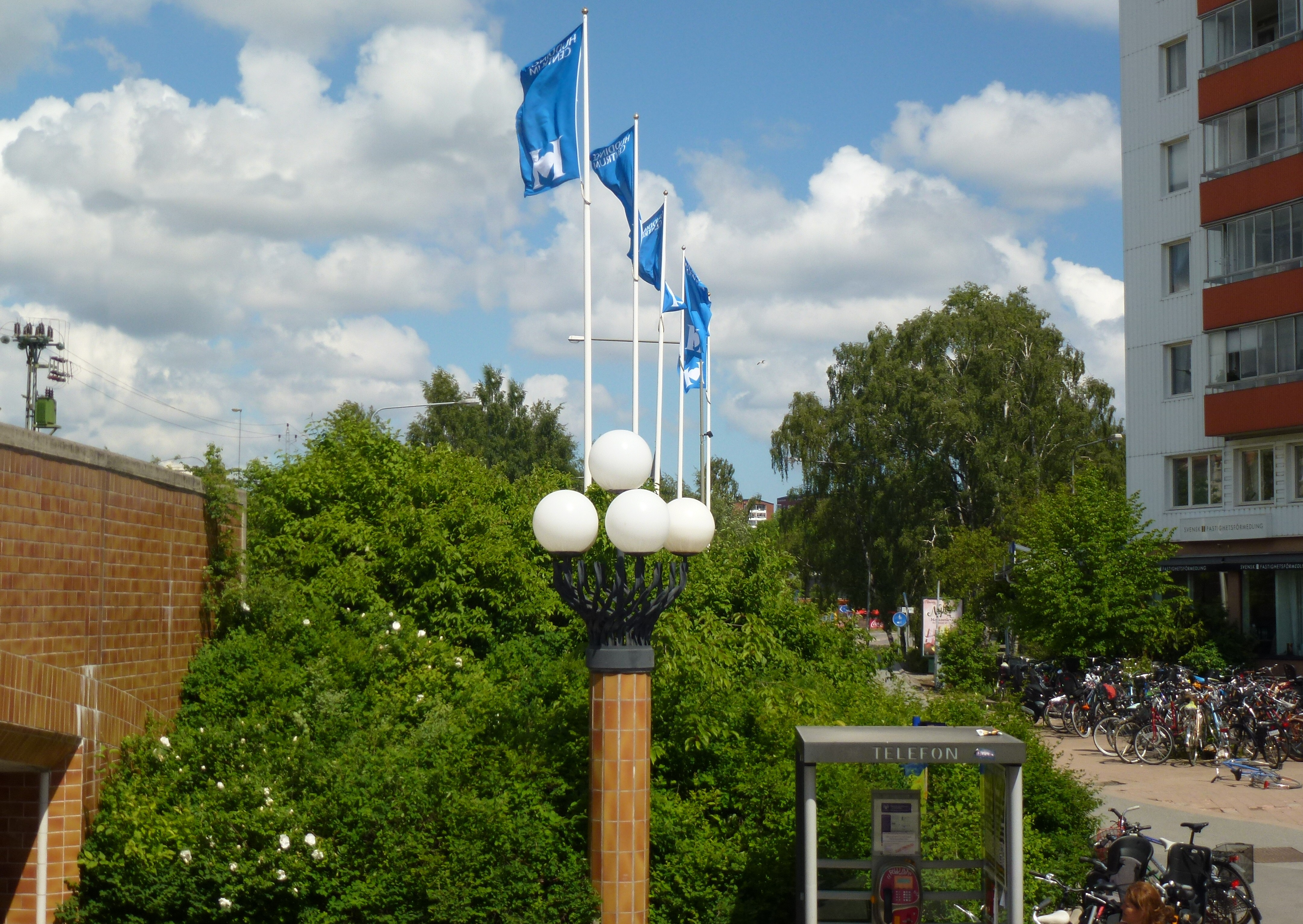
Start: Huddinge centrum.

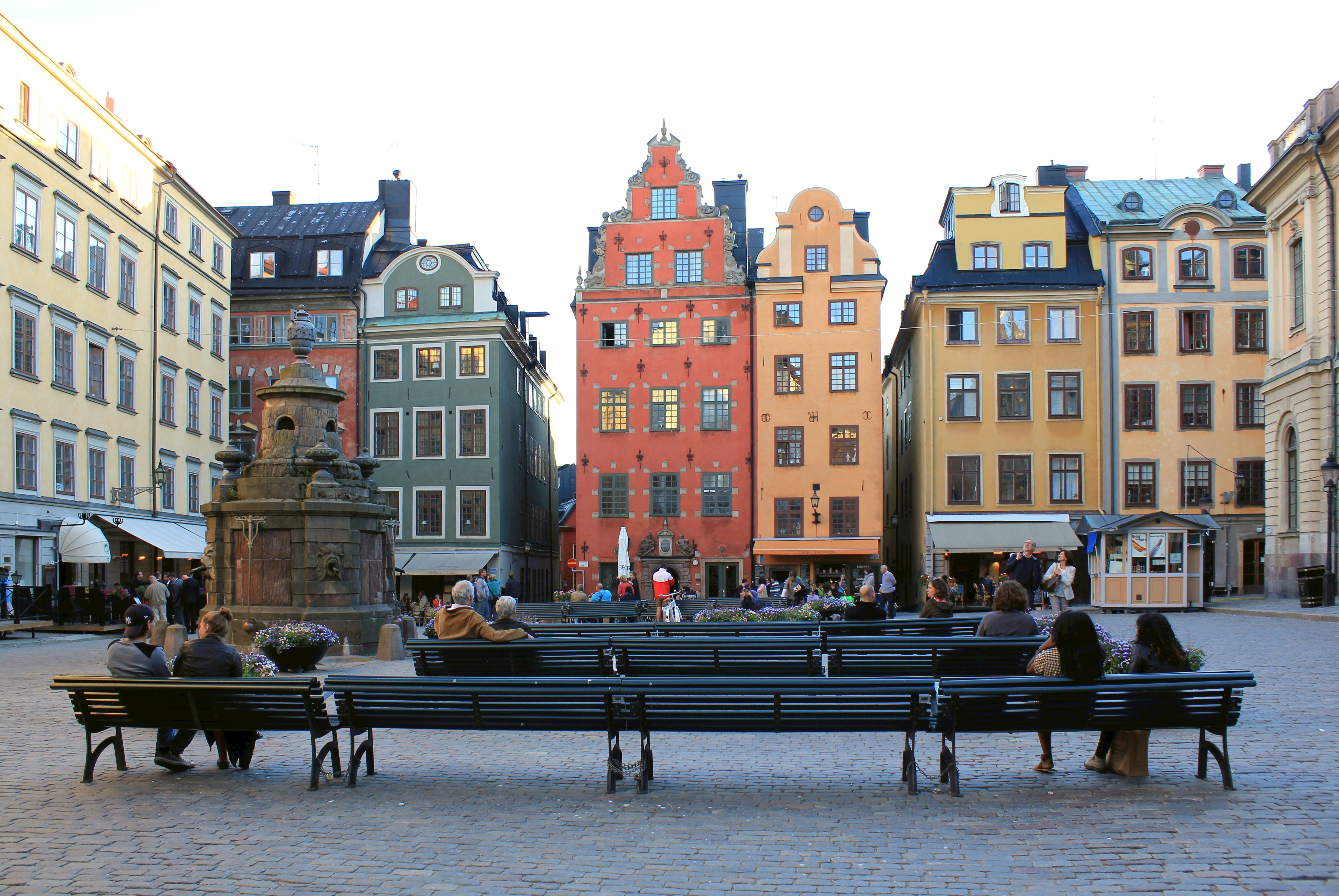
Mål: Stortorget i Gamla Stan.

Huddingeståket tar sin början i Huddinge centrum vars första större anläggning uppfördes i början av 1960-talet.  Nuvarande centrumbebyggelse tillkom i mitten av 1980-talet.  Men redan på  1920-talet uppstod ett litet affärscentrum med enkla byggnader som grupperades kring Huddinges järnvägsstation. Tack vare ägaren på Fullersta gård, Pehr Pettersson (i folkmun kallad "Patron Pehr"), blev det en hållplats här när Västra stambanan drogs fram genom Huddinge socken på 1860-talet. Han gav mark till Statens Järnvägar mot löftet att få en station anlagd i gårdens närhet. Vandringsstråket sträcker sig norrut och längs med östra sidan av pendeltågsspåren, den gamla stambanan. Första delen går på Kommunalvägen. Vid Kommunalvägen märks bland annat Huddinge kyrka med rötter tillbaka till 1200-talet, Huddinge kommunalhus från 1948 respektive 1960-talet (arkitekt Sture Frölén), Huddinge kyrkskola som var Huddinges första fasta folkskola, invigd 1847 och Nyboda hembygds- och skolmuseum. 
Nästa delmål är Stuvsta, liksom Huddinge ursprungligen ett stationssamhälle. Det gamla stationshuset från 1918 finns bevarat, och ritades av Folke Zettervall som mellan 1898 och 1931 var Statens Järnvägars chefsarkitekt. Strax norr om Stuvsta fortsätter Huddingestråket på västra sidan om pendeltågsspåren. Här börjar Stockholms kommun och Älvsjöskogen, vars västra del är sedan år 2015 ett av Stockholms naturreservat. Genom Älvsjöskogen planerades på 1960-talet Salemsleden som dock aldrig byggdes. Huddingestråket närmar sig nu södra delen av Älvsjö. Man går genom några äldre villakvarter och följer i princip Göta landsväg som fram till 1600-talets mitt var den enda färdvägen från Stockholm söderut. Vid Älvsjö station ligger Stockholmsmässan som öppnade sina portar 1971. Intill mässans byggnader märks Älvsjö gård, en av Stockholmstraktens äldsta bevarade gårdar och omnämns första gången i slutet av 1500-talet. Huddingestråket fortsätter i Göta landsvägens gamla spår mot nordost och korsar järnvägen och Åbyvägen på Götalandsvägsviadukten. Här låg Lerkrogen, ett av landsvägens många värdshus. Huset revs 1968 men återuppbygges 1986 på sin nuvarande adress (Götalandsvägen 222) och är numera hemvist för bland annat Brännkyrka hembygdsförening.  Efter korsningen med Åbyvägen har man Brännkyrka kyrka på högra hand (mot söder). Byggnaden har en mycket lång historik. En kyrka uppfördes på denna plats sannolikt redan vid 1100-talets slut. 
Huddingestråket har nu nått stadsdelen Östberga som uppfördes på 1960-talet. Från Östbergahöjden har man en vidsträckt vy över Årstafältet. Över fältet går man på en restaurerad, cirka 730 meter lång del av Göta landsväg och man kan uppleva hur det var att färdas genom södra Stockholms omgivningar på medeltiden. På fältet planeras en ny stadsdel med 4 000 bostäder för 10 000 invånare som skall stå helt klart omkring år 2035. Den gamla landsvägen berörs dock inte av nyproduktionen. Det stora gärdet kantades av historiska gårdar som Valla gård, Ersta, Östberga och Enskede gård samt längst i nordväst Årsta gård. Av dessa gårdar existerar idag bara Enskedes och Årstas huvudbyggnader. Valla gård gav namn åt Valla torg som ingår i Huddingestråket och stadsdelen Årsta är uppkallad efter Årsta gård. Årsta centrum stod färdig 1953 och ritades av arkitekterna Erik och Tore Ahlsén. Bebyggelsen kring Årsta torg, närliggande EPA-husen och Årsta gård är samtliga blåmarkerade av Stockholms stadsmuseum, vilket är den högsta klassen och innebär att bebyggelsens kulturhistoriska värde av stadsmuseet anses motsvara fordringarna för byggnadsminnen i Kulturmiljölagen. 
På nya eller västra Årstabron korsar man Årstaviken. Parallellt till nya bron, som ritades i början av 2000-talet av den brittiska arkitekten Norman Foster sträcker sig den gamla eller östra Årstabron som byggdes åren 1923-1929 efter ritningar av Cyrillus Johansson. Östra Årstabron förekommer i Abbas video "The Day Before You Came" från 1982 och är sedan 1986 ett lagskyddat byggnadsminne. Båda är järnvägsbroar med dubbelspår och den nya utrustades även med gång- och cykelbana. Från västra Årstabron bjuds man på en vidsträckt utsikt över Årstaviken med Liljeholmsbron i bakgrunden och nya bostadsområdet i Årstadalshamnen till vänster. Här dominerar ett svart bostadshöghus, Kajen 4, ritat av arkitekt Gert Wingårdh och vinnare av arkitekturtävlingen Årets Stockholmsbyggnad 2015.
På Södermalmssidan leder Huddingestråket förbi parken Tantolunden och man följer sedan järnvägens gamla sträckning genom Ånghästparken som har sitt namn efter ett gammalt ånglok som hette "Ånghästen Stockholm". Parkens södra sida begränsas av Södra stationsområdets bostadsbebyggelse från början på 1990-talet. Via Stockholms södra station går vandringen längs med Swedenborgsgatan mot norr till Mariatorget och över pittoreska Hornsgatspuckeln med Södermalms kulturkvarter samt förbi Maria Magdalena kyrka. Sista delen av Huddingestråket går över Centralbron. Även här får man en bra vy över ett av Stockholms många vattendrag: Riddarfjärden. Under vattnet ligger den nya Söderströmstunneln, som är en del av Citybanan, den nya pendeltågförbindelsen  under centrala Stockholm, som beräknas vara klar år 2017. Vandringens slutstation är Stortorget mitt i Gamla stan, där samtliga 19 gångstråken möts.

## Bilder

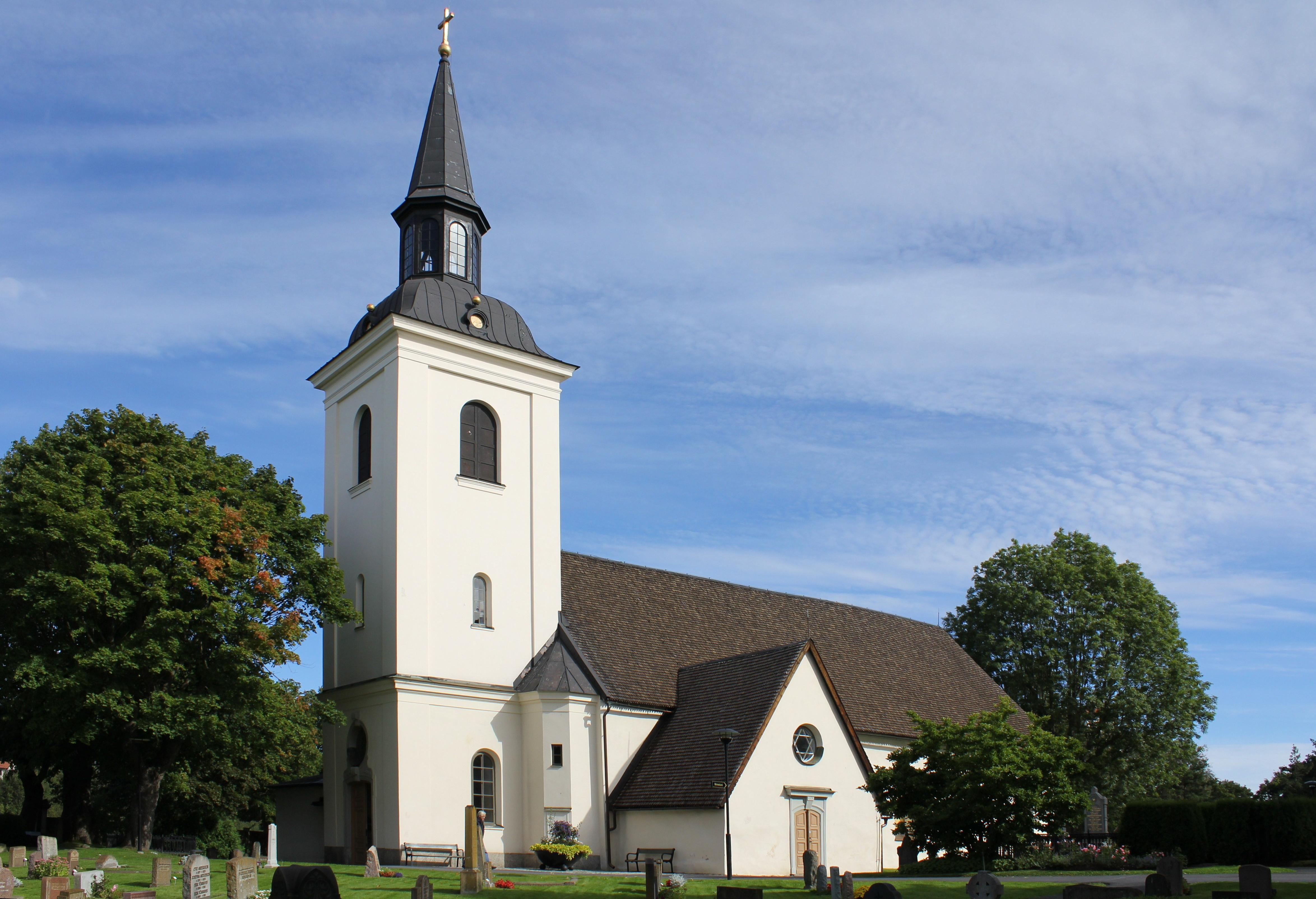
Huddinge kyrka
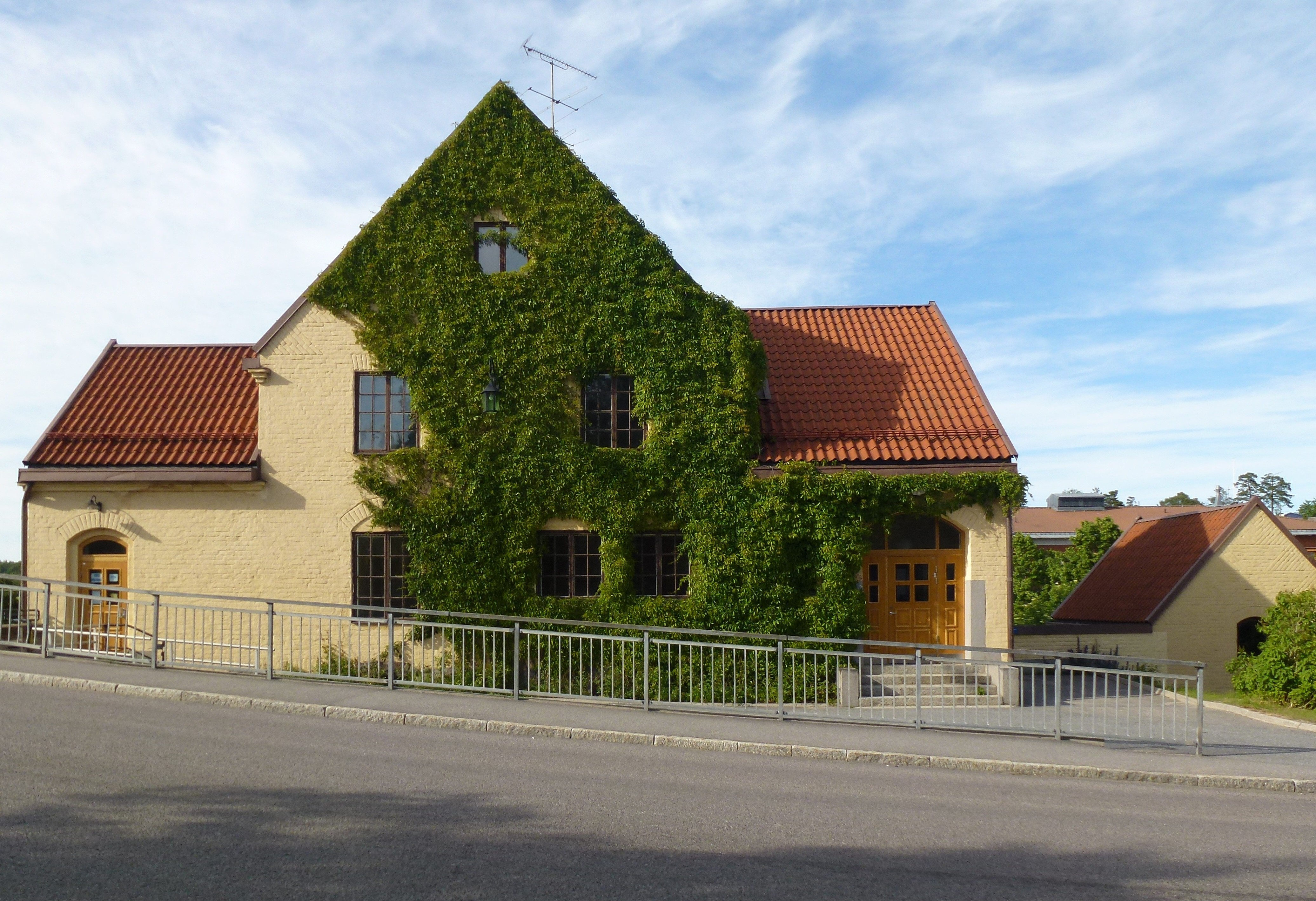
Stuvstas gamla stationshus
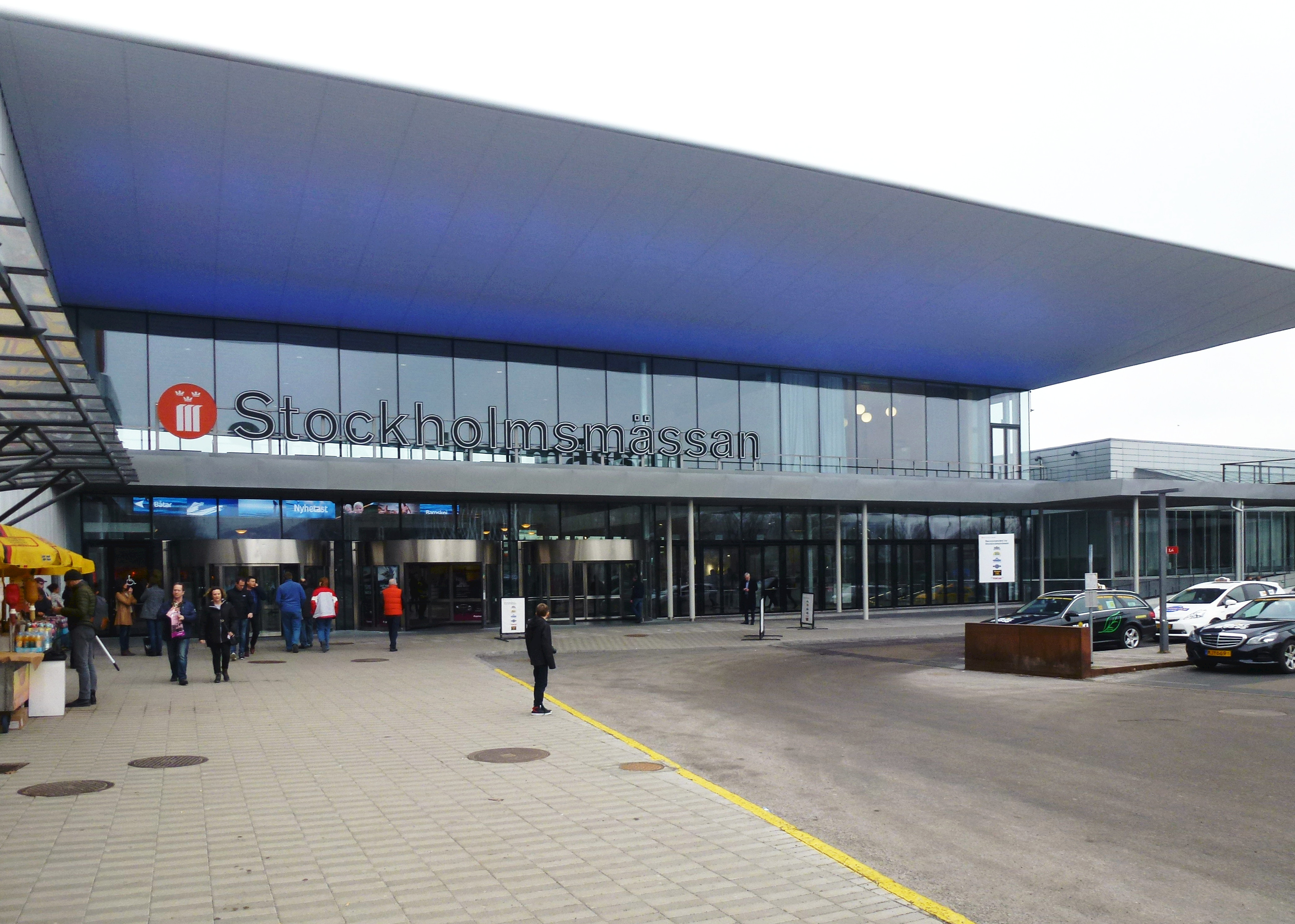
Älvsjömässan
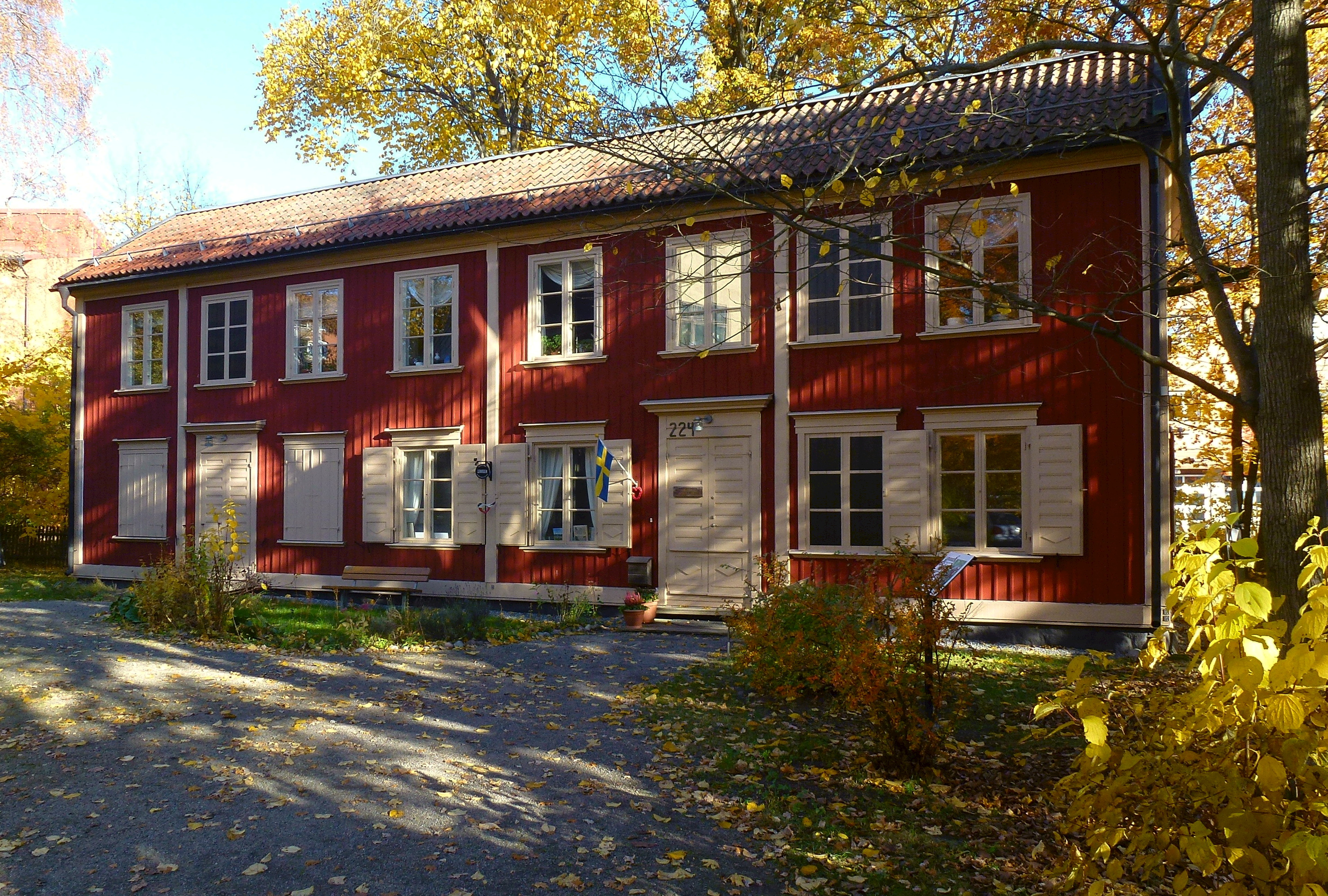
Lerkrogen

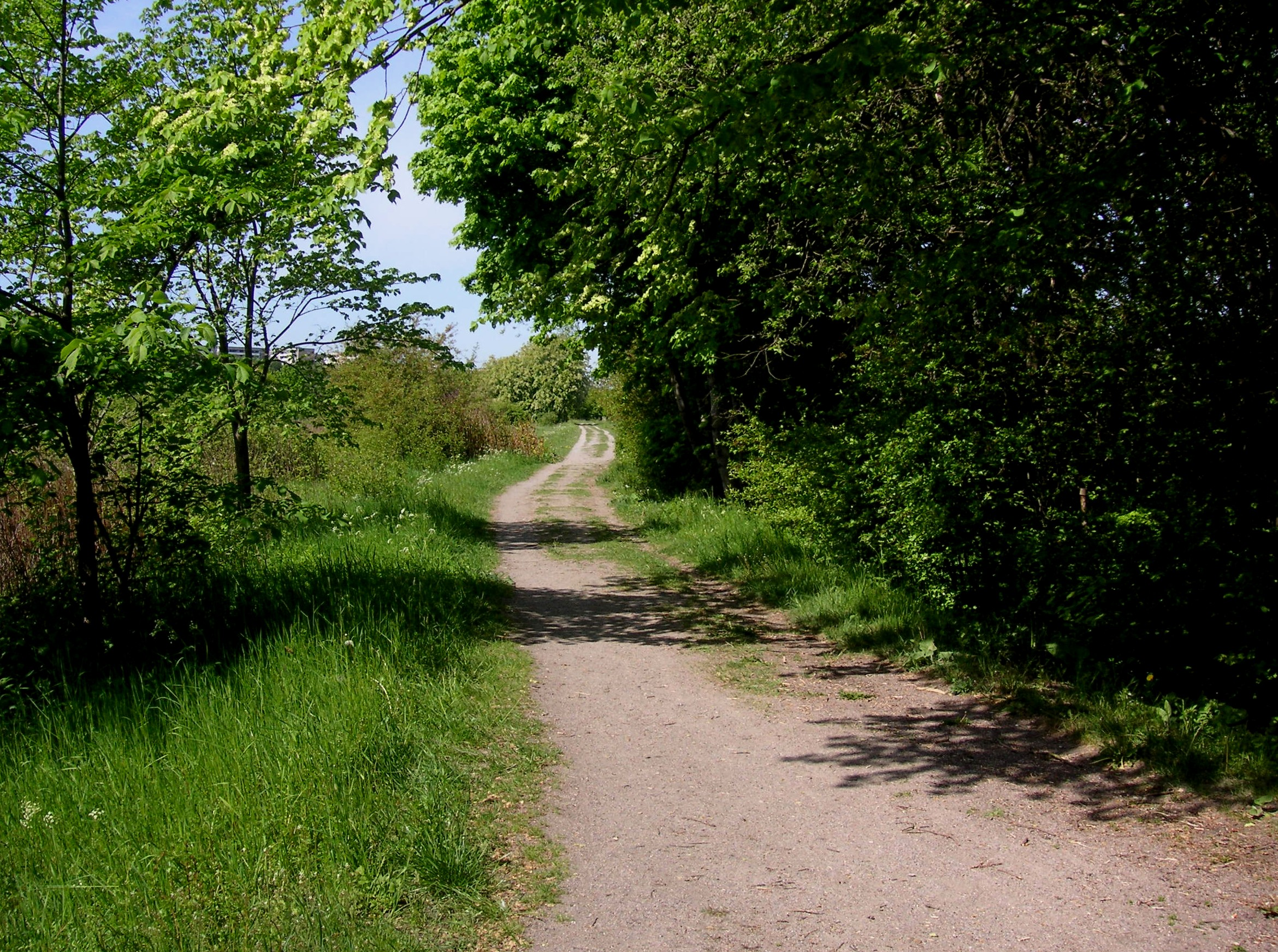
Göta landsväg på Årstafältet
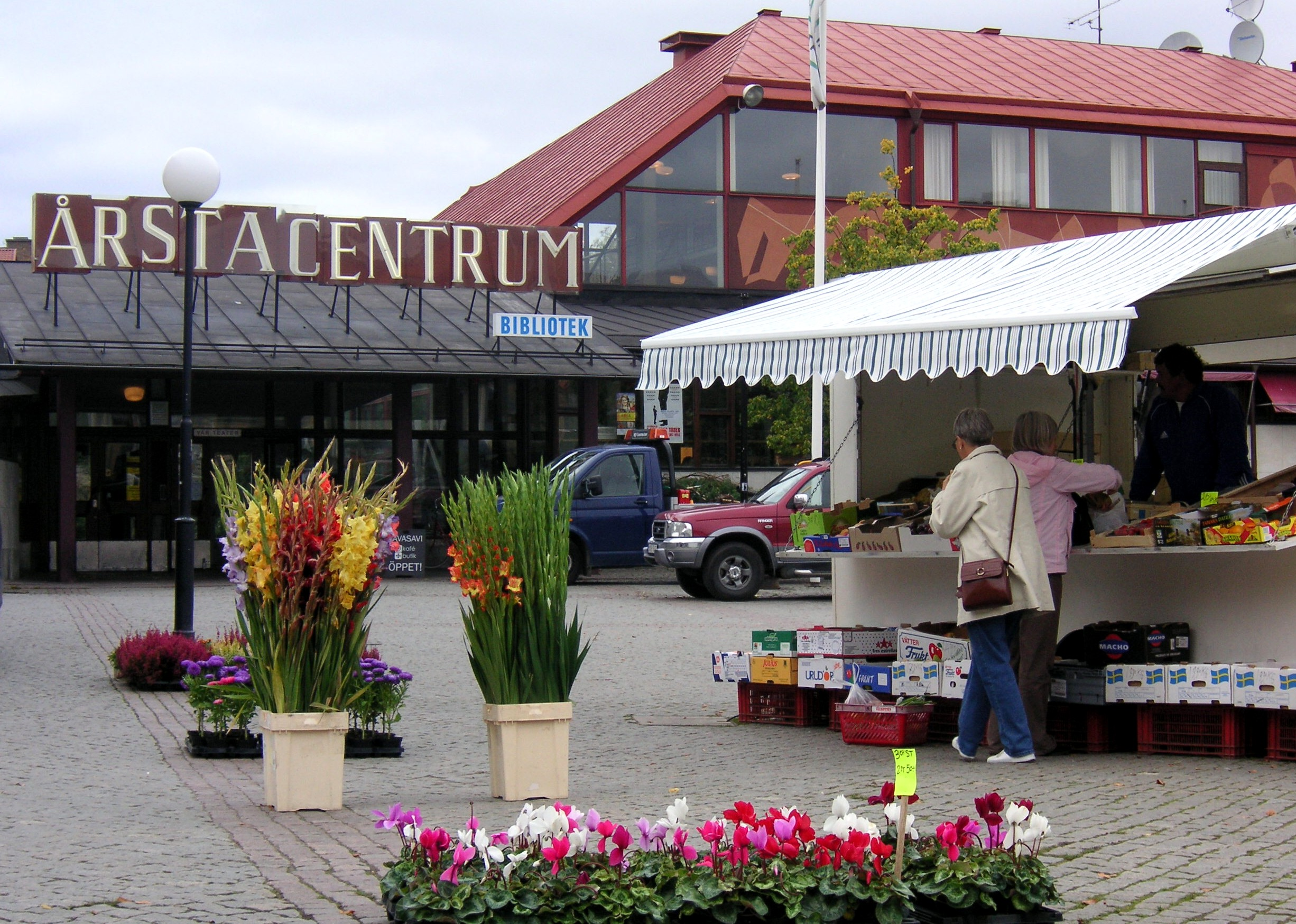
Årsta centrum
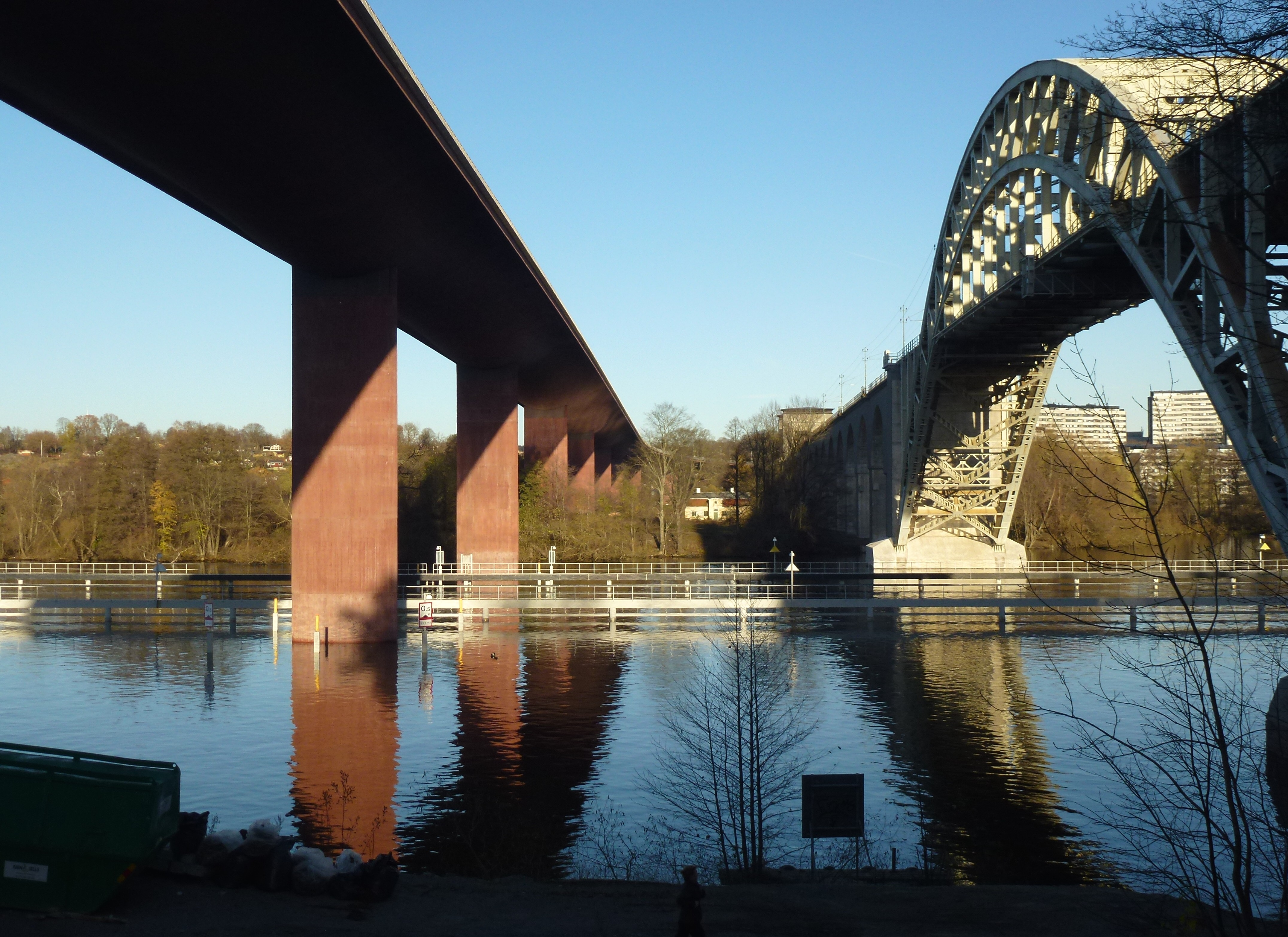
Årstabroarna
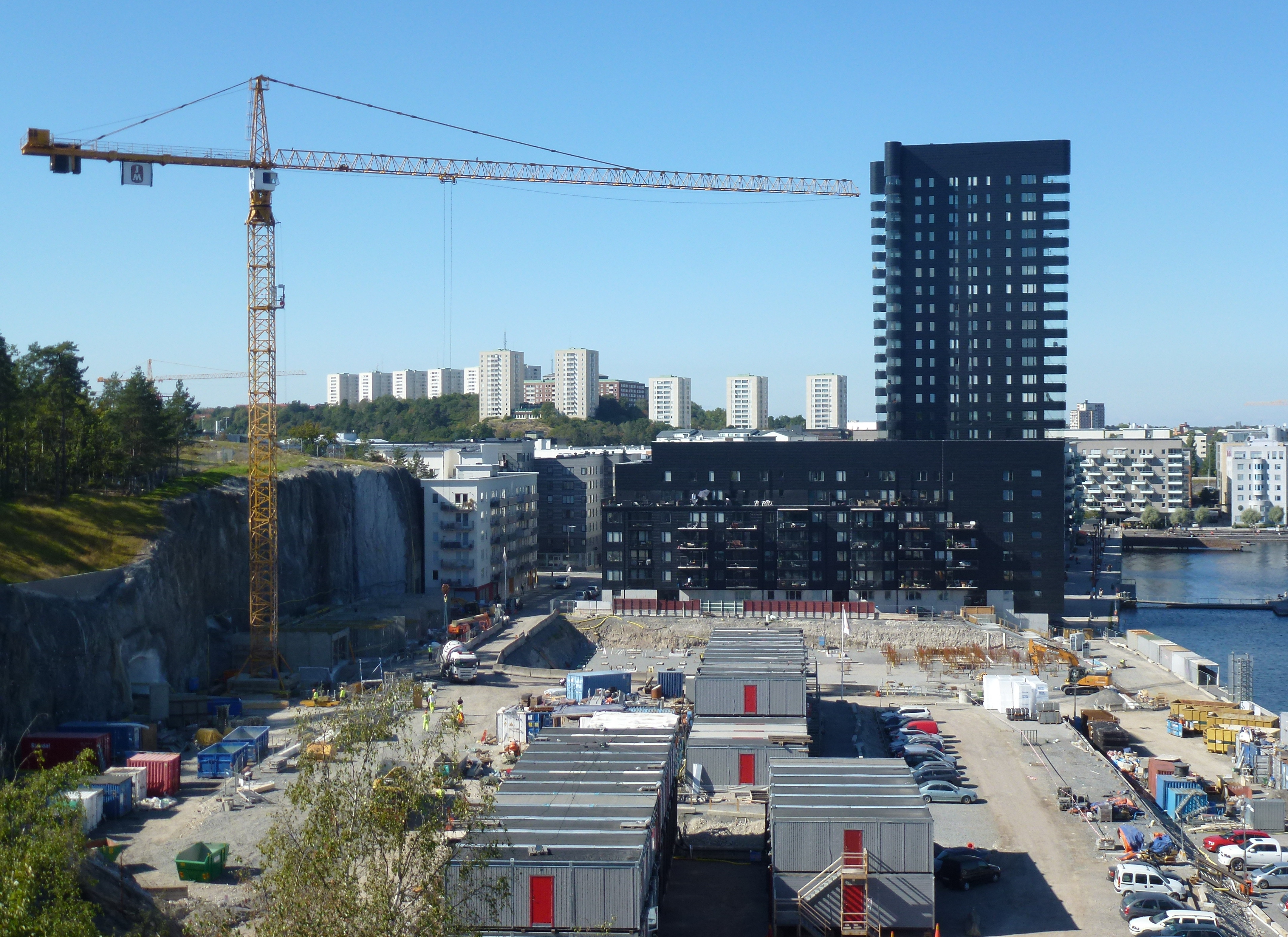
Kajen 4 under uppförande 2014